# Knud Rasmussen (kniha)
Knud Rasmussen (1964) je dobrodružný příběh pro mládež od německé spisovatelky Lieselotty Düngel-Gillesové. Jde o beletrizované vyprávění o životě, díle a cestách grónsko-dánského polárního badatele a etnografa Knuda Rasmussena, nazývaného „otec eskymáků“. 

## Obsah knihy
Knud Rasmussen zasvětil celý svůj život studiu historie, způsobu života a hmotné i duchovní kultury Eskymáků. Kniha zachycuje nejprve jeho mládí, kdy ho velmi ovlivnila úspěšná cesta norského průzkumníka Fridtjofa Nansena napříč Grónskem na lyžích v letech 1888–1889. 
Autorka se ve svém vyprávění dále zaměřuje na popis jeho účasti na expedici za grónskými Eskymáky roku 1903 pod vedením dánského etnologa Ludviga Myliuse-Erichsena. Rasmussen právě  dokončil národopisná studia v Kodani a hlavní náplní jeho práce na expedici bylo sbírání starých grónských mýtů, v čemž pokračoval po celý další svůj život.
Roku 1910 založili Rasmussen a jeho přítel Peter Freuchen na mysu York obchodní stanici Thule. Tato stanice se stala základnou pro sedm tzv. thulských expedic mezi lety 1912 až 1933. První z nich z roku 1912 byla také první Rasmussenovu samostatnou expedicí. Druhá roku 1917 se věnovala zmapování severního pobřeží Grónska.
Podstatná část knihy je věnován páté tulské výpravě za kanadskými Eskymáky z let 1921–1924, která Rasmussena celosvětově proslavila. Vedla z Grónska až k Tichému oceánu a Rasmussen se stal prvním člověkem, který překonal severozápadní cestu se psím spřežením. 
Poslední sedmá thulská výprava v roce 1933 se stala Rasmussenovi osudnou, protože se na ní otrávil zkaženým masem. Lékaři v Julianehåbu mu provedli několik transfúzí, a když se ještě přidružil zápal plic, převezli ho do Kodaně, kde v padesáti čtyřech letech zemřel.

## Česká vydání
- Knud Rasmussen, Albatros, Praha 1974, přeložila Zuzana Tausingerová.